# Walckenaeria solivaga
Espèce
Walckenaeria solivaga est une espèce d'araignées aranéomorphes de la famille des Linyphiidae.

## Distribution
Cette espèce est endémique du Montana aux États-Unis,. Elle se rencontre dans le comté de Lewis et Clark.

## Description
La femelle holotype mesure 2,2 mm.

## Publication originale
- Millidge, 1983 : The erigonine spiders of North America. Part 6. The genus Walckenaeria Blackwall (Araneae, Linyphiidae). The Journal of Arachnology, vol. 11, no 2, p. 105-200 (texte intégral).